# VinaPhone

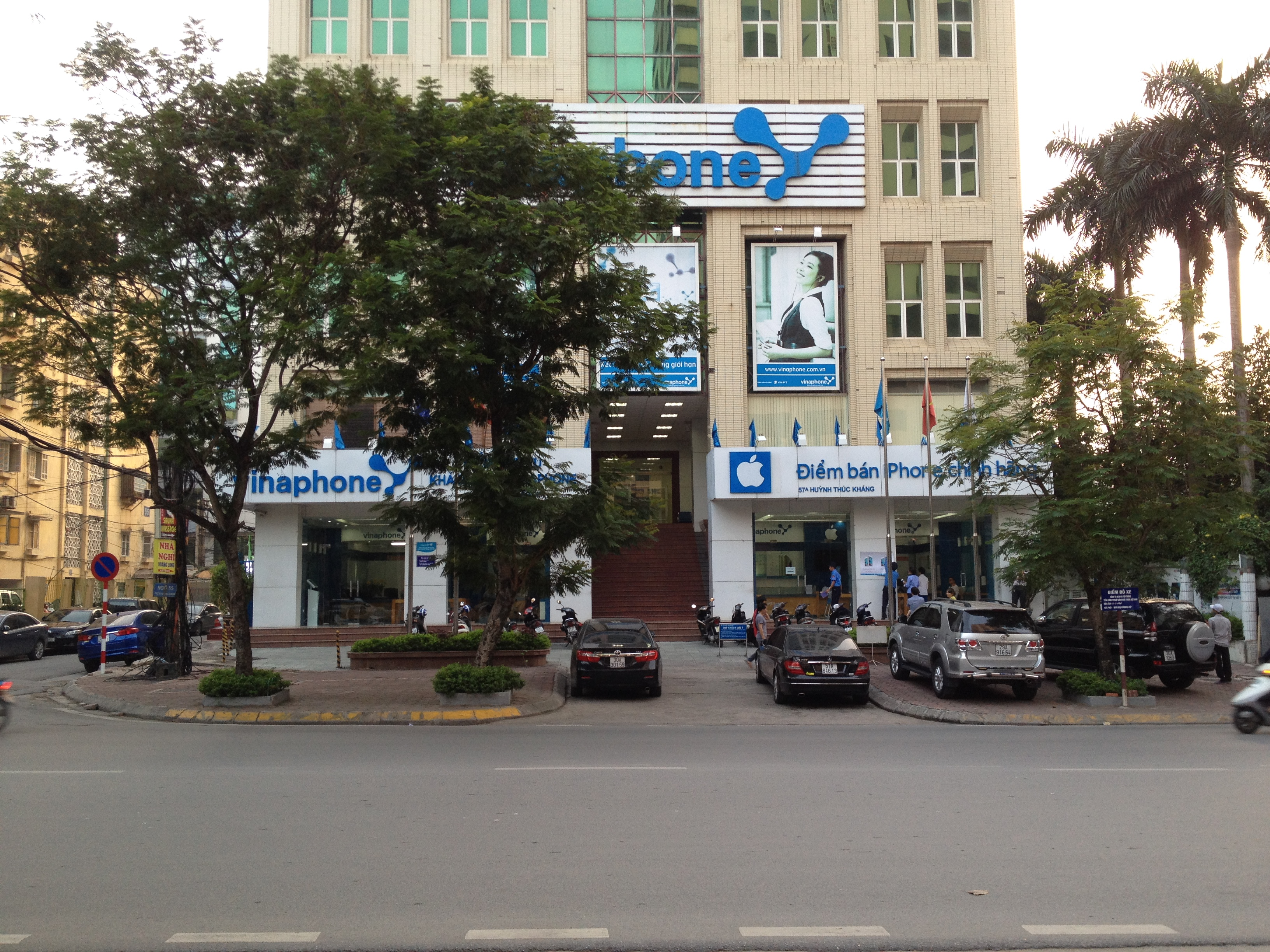
Điểm giao dịch VinaPhone tại Hà Nội

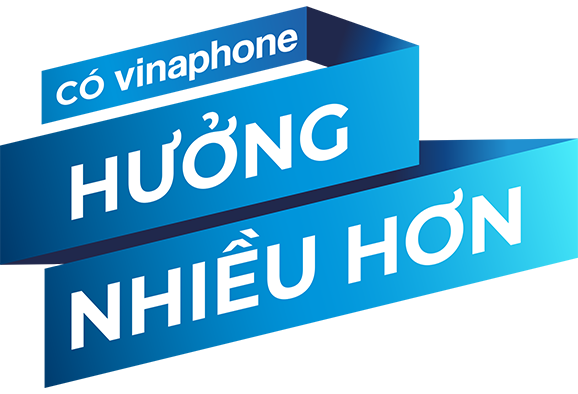
Slogan của VinaPhone

VinaPhone là đơn vị thành viên của Tập đoàn Bưu chính Viễn thông Việt Nam (VNPT), là đơn vị kinh doanh chủ lực và có vai trò quan trọng trong chuỗi giá trị của Tập đoàn VNPT.
VNPT VinaPhone có mạng lưới kinh doanh trên 15.000 nhân viên kinh doanh và hơn 103.000 điểm kinh doanh trên khắp 63 tỉnh thành phố với 100,000 trạm BTS (2G/3G/4G/5G).

## Đối tác
Năm 2008, VinaPhone là thành viên của hiệp hội Conexus Mobile
Năm 2014, VinaPhone ký hợp tác với Vodafone

## Sản phẩm dịch vụ
- Dịch vụ Di động: mạng di động VinaPhone với công nghệ 3G/4G/5G với hơn 34 triệu thuê bao trên lãnh thổ Việt Nam (2019)
- Dịch vụ truyền hình (MyTV): truyền hình trả tiền với hơn 1 triệu khách hàng
- Dịch vụ số: các sản phẩm CNTT ở nhiều lĩnh vực như: Chính phủ điện tử, Y tế, Giáo dục, Đô thị thông minh, Du lịch thông minh... phục vụ nhiều nhóm khách hàng từ Chính phủ, Tổ chức/Doanh nghiệp cho đến Khách hàng cá nhân.

## Lịch sử
Công ty Dịch vụ Viễn thông là một công ty trực thuộc Tập đoàn Bưu chính Viễn thông Việt Nam (VNPT) hoạt động trong lĩnh vực thông tin di động, cung cấp các dịch vụ GSM, 4G, nhắn tin,... và nhiều lĩnh vực khác, với tên thương mại là VinaPhone.
Công ty được thành lập ngày 26 tháng 6 năm 1996. với tên gọi Công ty GPC (GSM - Paging - Cardphone) ra đời với sứ mệnh nối liền liên lạc toàn quốc.
Năm 1997, Chính thức đăng ký thương hiệu Công ty Dịch vụ Viễn thông Việt Nam (gọi tắt là VinaPhone), khai trương các chi nhánh VinaPhone 1,2,3.
Năm 1999: Mạng di động đầu tiên phủ sóng 100% tỉnh, thành phố trên toàn quốc.
Năm 2003: Đổi logo GPC thành VinaPhone khi Việt Nam gia nhập WTO.
Tính đến cuối năm 2008, VinaPhone là mạng di động lớn thứ ba Việt Nam, chiếm 20% thị trường thông tin di động (sau MobiFone với 41%, Viettel với 34%). Theo VnExpress, VinaPhone là Mạng di động của viên chức nhà nước với một phần lớn khách hàng thuộc nhóm này.
Tháng 11/1999: Là mạng di động đầu tiên triển khai các gói dịch vụ trả trước.
Năm 2006: VinaPhone phủ sóng 100% huyện, thị và các đảo trên cả nước.
Năm 2009, VinaPhone là nhà mạng đầu tiên khai trương 3G.
Tháng 11/2009: Trở thành nhà mạng đầu tiên tham gia liên minh di động thế giới Conexus.
Tính đến cuối năm 2012, VinaPhone là nhà mạng di động lớn thứ hai Việt Nam, chiếm 30.07% (sau Viettel 40.67%, đứng trước MobiFone 17.90%).
Ngày 11 tháng 8 năm 2015, Tổng công ty dịch vụ viễn thông VNPT – VinaPhone đã chính thức ra mắt với mục tiêu phát triển đưa VNPT về vị trí số 1 trên thị trường viễn thông, CNTT tại Việt Nam.
Năm 2015, VinaPhone là nhà mạng đầu tiên khai trương 4G.
Năm 2018, VinaPhone trở thành nhà mạng di động lớn thứ 2 tại Việt Nam, chiếm 21% thị trường di động (sau Viettel là 60%, còn MobiFone chiếm 18%).
Kể từ ngày 15 tháng 9 năm 2018, tất cả thuê bao VinaPhone 11 số đổi về 10 số có dạng 08x.
Năm 2020, VinaPhone là nhà mạng đầu tiên khai trương thử nghiệm 5G.
Khoảng 16h ngày 3 tháng 2 năm 2023, VinaPhone xảy ra sự cố khiến hàng loạt thuê bao tại nhiều khu vực đồng loạt bị mất sóng, mất liên lạc, không sử dụng được 3G/4G. Vài giờ sau sự cố mất sóng diện rộng, nhà mạng VinaPhone đã lên tiếng xin lỗi khách hàng.

## Giải thưởng
- Giải thưởng quốc tế "Băng rộng thay đổi cuộc sống" năm 2011.
- Giải thưởng Stevie Awards Châu Á Thái Bình Dương về các giải pháp kinh doanh xuất sắc năm 2018.
- Thương hiệu VinaPhone- top 10 thương hiệu có giá trị nhất Việt Nam 2017 của Brand Finance đinh giá.
- Thương hiệu VinaPhone - top 10 thương hiệu giá trị nhất Việt Nam năm 2018 do Forbes Việt Nam trao tặng.
- Được International Finance Magazine (IMF) bình chọn và trao giải thưởng "Nhà cung cấp băng rộng tốt nhất Việt Nam năm 2017" và "Nhà cung cấp các dịch vụ ICT tốt nhất Việt Nam 2017".

## Đối thủ cạnh tranh và thị phần
VinaPhone có thị phần (ước tính dựa trên doanh thu) 17,49% vào năm 2023. Các đối thủ chính bao gồm Viettel với thị phần 57,6%, MobiFone với thị phần 22,52%, và Vietnamobile với thị phần chỉ chiếm 1,75%. Ba nhà cung cấp lớn thuộc sở hữu nhà nước là Viettel, MobiFone và VinaPhone có tổng thị phần gần 98%.

## Logo

Logo VinaPhone 2006-2015

Từ năm 2006 trở đi, Logo VinaPhone lấy ý tưởng từ biểu tượng 3 giọt nước kết nối với nhau mềm mại, uyển chuyển nhưng vô cùng mạnh mẽ. Theo triết ký của người Phương Đông thì 3 giọt nước liên kết với nhau tạo nên sự KẾT NỐI – LAN TỎA - một thông điệp khá đặc trưng cho ngành nghề doanh nghiệp. Hai giọt nước bên trên trong logo VinaPhone tạo hình như chữ "V". "V" là VinaPhone – tên thương hiệu; "V" còn là Việt Nam – nét văn hóa dân tộc; "V" là "victory" theo tiếng Anh là sự chiến thắng. Hai giọt nước trong logo VinaPhone vươn cao, vươn xa vô cùng nhất quán với câu khẩu hiệu của VinaPhone "Không ngừng vươn xa" bất ngờ tạo thành một thông điệp mạnh mẽ. Đó cũng chính là những thông điệp mà biểu tượng logo VinaPhone muốn truyền tải, một VinaPhone đầy nội lực, khát khao vươn xa, vươn cao trong tương lai.

Logo VinaPhone từ 2015-nay

Ngoài ra logo VinaPhone được thiết kế với những đường nét uyển chuyển mà thống nhất tượng trưng cho tinh thần đoàn kết, sự gắn bó dài lâu, bền chặt của nội bộ công ty.
Màu sắc trong logo VinaPhone chỉ sử dụng một màu xanh dương đơn sắc nhưng mát mắt và tạo sự tin cậy, tính bảo đảm và sự chắc chắn. Sử dụng gam màu xanh dương tươi sáng tạo cho thiết kế logo của VinaPhone một nét trẻ trung, hiện đại và luôn mới mẻ.
Tổng thể logo VinaPhone đơn giản nhưng kết hợp biểu tượng với những ý nghĩa tích cực, tốt đẹp. Logo VinaPhone truyền tải một thông điệp về sự kết nối và lan tỏa một cách mạnh mẽ, đầy nội lực, góp phần làm nên một nhận diện thương hiệu mới mẻ, hiện đại.
Từ năm 2015, logo VinaPhone xóa ký hiệu 3 giọt nước đi và chỉ để lại phần text và slogan mới: "Có VinaPhone, hưởng nhiều hơn".

## Sự kiện
- Năm 2016, Sự kiện Martin Garrix by VinaPhone
- Năm 2018, Sự kiện Hardwell by VinaPhone
- Năm 2022, Sự kiện Thankyou Vietnam by VinaPhone
- Năm 2023, Sự kiện Sound Freedom by VinaPhone

## Liên quan
1. 1 2  "Giới thiệu VinaPhone".
2. 1 2 3 4  cand.com.vn. "Những dấu mốc ấn tượng trên chặng đường phát triển 25 năm của VinaPhone". Báo Công an Nhân dân điện tử. Truy cập ngày 4 tháng 10 năm 2021.
3. ↑  "Mạng di động của những người giàu - VnExpress Kinh doanh". VnExpress - Tin nhanh Việt Nam. Bản gốc lưu trữ ngày 12 tháng 1 năm 2013. Truy cập ngày 1 tháng 10 năm 2015.
4. ↑  "Năm 2012 khó khăn của các mạng di động nhỏ - Gafin.vn". web.archive.org. ngày 6 tháng 1 năm 2013. Bản gốc lưu trữ ngày 6 tháng 1 năm 2013. Truy cập ngày 4 tháng 10 năm 2021.{{Chú thích web}}:  Quản lý CS1: bot: trạng thái URL ban đầu không rõ (liên kết)
5. ↑  "Mạng 4G đầu tiên tại Việt Nam đi vào hoạt động". ZingNews.vn. ngày 3 tháng 11 năm 2016. Truy cập ngày 4 tháng 10 năm 2021.
6. ↑  "VNPT là nhà mạng đầu tiên tại Việt Nam phát sóng mạng 5G". Truy cập ngày 4 tháng 10 năm 2021.
7. ↑  "Mạng VinaPhone bị mất sóng ở nhiều khu vực". Báo Tuổi Trẻ. ngày 3 tháng 2 năm 2023.
8. ↑  "Băng rộng thay đổi cuộc sống".
9. ↑  "Steve Award".
10. ↑  "BrandFinance". Bản gốc lưu trữ ngày 31 tháng 1 năm 2019.
11. ↑  "Forbes".[liên kết hỏng]
12. ↑  "Sách Trắng Công nghệ thông tin và Truyền thông". Bộ Thông tin và Truyền thông (Việt Nam). Truy cập ngày 12 tháng 7 năm 2024.